# سكيب بلامبيرغ
سكيب بلامبيرغ (بالإنجليزية: Skip Blumberg)‏ هو منتج تلفزيوني أمريكي، ولد في 1946 في نيويورك في الولايات المتحدة.